# Vila (Encamp)
Vila es un núcleo de población de Andorra, situado en la parroquia de Encamp. En 2015 tenía 1062 habitantes.

## Patrimonio
En este lugar se encuentra la iglesia románica de Sant Romà de Vila.